# 单叶波罗花
单叶波罗花（学名：Incarvillea forrestii）为紫葳科角蒿属的植物，是中国的特有植物。分布在中国大陆的云南、四川等地，生长于海拔3,040米至3,500米的地区，一般生于多石高山草地或灌丛中，目前尚未由人工引种栽培。